# Supergame
Supergame (também conhecido como VG-2800) é um console de jogos eletrônicos clone do Atari 2600, fabricado pela empresa brasileira CCE e lançado em maio de 1984.